# Дабачени (Салаж)
Дабачени (рум. Dăbâceni) насеље је у Румунији у округу Салаж у општини Иљанда. Oпштина се налази на надморској висини од 235 m.

## Становништво
Према подацима из 2002. године у насељу је живело 233 становника.

### Попис2002.
| Расподела становништва по националности 2002.‍ | Расподела становништва по националности 2002.‍ | Расподела становништва по националности 2002.‍ | Расподела становништва по националности 2002.‍ | Расподела становништва по националности 2002.‍ |
| --------------------------------------------- | --------------------------------------------- | --------------------------------------------- | --------------------------------------------- | --------------------------------------------- |
|                                               |                                               |                                               |                                               |                                               |
| Румуни                                        | Румуни                                        |                                               | 207                                           | 89,2%                                         |
| Роми                                          | Роми                                          |                                               | 25                                            | 10,8%                                         |